# Кулльман, Бернхард
Бе́рнхард Ку́лльман (нем. Bernhard Cullmann; родился 1 ноября 1949 года) — немецкий футболист, играл на позиции защитника.

## Карьера
Он начал свою футбольную карьеру в 1969 году с командой SpVgg Porz пока не подписал контракт с клубом «Кёльн» в 1970 г. Он сыграл в 341 матче бундеслиги до тех пор, пока не вышел в отставку по состоянию здоровья. Между 1973 и 1980 годами он играл в 40 матчах за немецкую сборную, забив шесть голов. Он принял участие в чемпионате мира 1974 года, чемпионате мира 1978 года и в чемпионате Европы 1980 года. В период между 1991 и 1996 годами он играл за клуб «Кёльн». С 1999 года его сын, Карстен Кулльман, также начал играть за этот клуб.